# Takurō Fujii
Takurō Fujii (藤井 拓郎?, Fujii Takurō; Kawachinagano, 21 aprile 1985) è un ex nuotatore giapponese.

## Palmarès
- Olimpiadi

Pechino 2008: bronzo nella 4x100m misti.
Londra 2012: argento nella 4x100m misti.
- Mondiali

Barcellona 2013: bronzo nella 4x100m misti.
- Giochi PanPacifici

Irvine 2010: argento nella 4x100m misti e bronzo nei 100m farfalla.
- Giochi asiatici

Canton 2010: oro nella 4x100m misti, argento nella 4x100m sl e nei 100m farfalla e bronzo nei 100m sl.
Incheon 2014: argento nella 4x100m sl.